# Njundip
 Njundip  (ou Ntundip) est un village du Cameroun situé dans la commune de Ndu. Il est rattaché au département du Donga-Mantung, dans la région du Nord-Ouest. C'est aussi le siège d'une chefferie traditionnelle de 2e degré.

## Géographie
Njundip est situé au sud-ouest de la commune, entre les villages de Luh, Bukfu, Taku, Ntunta, Bakfu et Ngarum. La rivière Mbim prend sa source à Neh, dans la commune de Bui avant de traverser Ntundip.

## Climat
Le climat, de type soudano-guinéen, est marqué par deux saisons et une pluviométrie unimodale. Durant la saison sèche, de novembre à mi-mars, les précipitations sont moindres, en particulier pendant les mois de janvier et février où les précipitations atteignent des valeurs proches de zéro. Pendant la saison des pluies, les précipitations dépassent parfois 400 mm par mois, en particulier en juillet, août et septembre. Chaque année, les précipitations vont de 1 300 à 3 000 mm, avec une moyenne de 2 000 mm.

## Population
En 1970, le village comptait 1 362 habitants répartis en trois quartiers : Dayi, Ntaw et Tambah.
Le Bureau central des recensements et des études de population (BCREP) a réalisé un recensement en 2005, le Répertoire actualisé des villages du Cameroun; le recensement évaluait à 2 266 le nombre d'habitants ; ce chiffre inclut 1 000 hommes et 1 266 femmes.
Les habitants de Sinna font partie de la chefferie Tang. En arrivant de Kimi, le peuple Tang (ou Witang) s'est installé à Mbajeng où deux groupes ont émergé, les « Nkum » et les « Nyar ». Les Nkums ont quitté Mbajeng pour s'installer à Talla. À la suite de conflits de chefferie, ils se sont séparés et se sont dispersés à Taku, Ntundip et Ngarum dans la région de NC, et Kup, Tabenken, Binka et Bih dans la région de Nkambe.
Le groupe de Nyar s'est ensuite dispersé de Mbajeng à l'actuel Wowo, Sinna et Mbipgo.

## Économie
Plus de 90 % des villageois de la commune de Ndu vivent de l’agriculture. La diversité des sols de la région permet de cultiver une grande variété de produits. Ainsi on peut trouver de la culture d’huile de palme et de riz en basse altitude et des plantations de pomme de terre irlandaise en haute altitude. Les autres cultures fréquentes incluent le thé, l’huile de palme, les plantations de café, de riz, de maïs, de haricots, de pommes de terre, d'ignames ainsi que de bananes plantains. Divers systèmes de production agricole sont employés, parmi lesquels la jachère, la culture mixte, la monoculture, la culture continue et l'agriculture commerciale.
L’élevage est une activité structurante de la commune. Les bovins, chevaux, chèvres, moutons et volailles y sont nombreux.

## Système éducatif
Le village comprend trois écoles primaires, la CS Ntundip, la GS Ntundip et la GS Ntunge.

## Accès à l’électricité
En 2011, le village n'a pas accès à l’électricité.

## Réseau routier
Ntundip est relié aux villages de Ndu, Ngarum, Taku, et Luh par une route rurale.